# La cameriera brillante
La cameriera brillante è un'opera teatrale in prosa in tre atti di Carlo Goldoni scritta nel 1753 e rappresentata per la prima volta a Venezia dall'autunno di quell'anno e per tutto il Carnevale del 1754.
L'opera, che riprende il tema della serva-padrona che riesce a conquistare la mano del vecchio padrone già trattato ne La serva amorosa del 1751, fu accolta con un buon successo, anche se non ripeté i trionfi della precedente La sposa persiana. Nei suoi Mémoires, Goldoni attribuì il minore favore del pubblico al fatto che la commedia non fosse scritta in versi: La commedia era molto allegra, molto dilettevole, e Argentina sostenne la sua parte con somma valentia e vivacità; insomma fu molto applaudita; ma i versi de La sposa persiana avevano fatto impazzire tutti, e il pubblico chiedeva versi. Bisognò accontentarlo, onde il carnevale seguente misi in scena Il filosofo inglese.

## Trama
Villa di villeggiatura a Mestre. L'avaro mercante veneziano Pantalone ha due figlie: Flaminia, che ama il nobile spiantato Ottavio, e Clarice che ama  il ricco plebeo Florindo. Le due sorelle innescano una vivace lite a proposito dei meriti dei rispettivi fidanzati, ma Argentina, la cameriera, tramite la messa in scena in casa di una commedia in cui recitano le ragazze e i loro fidanzati, riuscirà a mettere in luce i veri caratteri delle persone e a placare gli animi. Grazie all'arguzia di Argentina, i due matrimoni saranno felicemente celebrati e lei conquisterà la mano del ricco padrone di casa.

## Poetica
L'importanza di questa commedia va ricercata non solo nel personaggio di Argentina che riporta alla Mirandolina de La locandiera, ma anche nel fatto che sia un'opera di metateatro in cui il commediografo veneziano nel terzo atto prevede la recitazione di una commedia nella quale i personaggi interpretano ognuno una parte che è in netto contrasto con il proprio carattere: pur non abbandonando ancora i personaggi della Commedia dell'arte, vengono messi in pratica i precetti della riforma goldoniana esposta  nella commedia-manifesto Il teatro comico del 1750. L'opera può quindi essere considerata come una riflessione (per autore, attori e pubblico) sulla professione teatrale, sull'importanza di saper recitare la propria parte a memoria, sulla capacità d'impersonare un carattere non corrispondente al proprio naturale.
Scrisse l'autore nella prefazione per l'edizione a stampa: L'azione è teatrale, di quel genere che si accosta alle Commedie dell'arte, però regolata in modo che salva il verissimile e la concatenazione delle scene che la compongono. Non è nuova l'invenzione che in una villeggiatura si reciti una Commedia; ma è pensier novissimo dare a ciascheduno dei personaggi un positivo carattere e far sì che nella finta rappresentazione siano forzati a sostenerne uno contrario, ed abbiano della repugnanza a dir cose contrarie al loro sistema, ancorché apparentemente studiate. Niente più verissimile evvi di questo scrupolo, famigliare ai Comici non meno che ai dilettanti. Vorrebbono tutti delle parti eroiche, virtuose, o al loro genio adattate. Non sanno, o sapere non vogliono, che i spettatori gustano la Commedia se è bene rappresentata, e tanto si fa merito chi fa la parte eroica, come quello che fa la parte odiosa; né il buono perde il merito personale per un cattivo carattere, né il cattivo divien migliore per un carattere virtuoso. .